# Jaan Kaplinski
Jaan Kaplinski   (Tartu, 22 de gener de 1941 - 8 d'agost de 2021) va ser un poeta, filòsof i crític cultural estonià. Era conegut per la seva independència intel·lectual, centrada en temes globals i a favor d'un pensament d'esquerres de tall liberal. Va ser fortament influenciat tant per la filosofia oriental (com el taoisme i especialment pel budisme), com per la llengua i la mitologia cèltica. Un dels temes recurrents en les seves obres és la relació dels éssers humans amb ells mateixos i amb la natura que els envolta.

## Trajectòria
Kaplinski va estudiar llengües i lingüística a la Universitat de Tartu, obtenint un títol de filologia francesa el 1966. Va treballar com a traductor, editor i sociòleg, activitat que va poder desenvolupar fins que el laboratori de la universitat va ser tancat per les autoritats soviètiques.
Era membre de l'Acadèmia Universal de les Cultures, fundada a París el 1992 per Elie Wiesel. El 1997 va rebre el premi de literatura de l'Assemblea Bàltica, i va ser candidat al Premi Nobel de Literatura en diverses ocasions.
Kaplinski va ser membre del Riigikogu (Parlament estonià) de 1992 a 1995. Tot i que al principi va pertànyer al Partit del Centre Estonià, més tard es va presentar com a independent. Des de 2004 era membre del Partit Socialdemòcrata, i el 2005 va ser el cap de llista a les eleccions locals organitzades a Tartu. En aquesta ocasió, Kaplinski va aconseguir la segona major votació del seu partit amb 1.045 vots. També va ser un dels intel·lectuals que va donar suport a la candidatura de Toomas Hendrik Ilves.
El gener de 2021, fou una de les 50 personalitats que va signar el manifest «Dialogue for Catalonia», promogut per Òmnium Cultural i publicat a The Washington Post i The Guardian, a favor de l'amnistia dels presos polítics catalans i del dret d'autodeterminació en el context del procés independentista català. Els signants lamentaren la judicialització del conflicte polític català i conclogueren que aquesta via, lluny de resoldre'l, l'agreuja: «ha comportat una repressió creixent i cap solució». Alhora, feren una crida al «diàleg sense condicions» de les parts «que permeti a la ciutadania de Catalunya decidir el seu futur polític» i exigiren la fi de la repressió i l'amnistia per als represaliats.